# Nasertic
Navarra de Servicios y Tecnologías (Nasertic) és una empresa pública de Navarra. Pertany al grup Corporación Pública Empresarial Navarra (CPEN), del Govern de Navarra i la seva missió és impulsar serveis i tecnologies de qualitat per fomentar l'atenció al ciutadà.

## Història
L'empresa es creà el 2012 amb l'absorció de Producción Informática de Navarra, S.A.U. (PIN) i Obras Públicas y Telecomunicaciones de Navarra, S.A.U (OPNATEL) per part de Navarra de Servicios, S.A.U. (NASERSA). El gener del 2012, va renovar la imatge corporativa i pàgina web.
El 2013 va obtenir 432.000 euros de beneficis, amb una facturació de 16 milions d'euros. En aquest moment tenia José Luis Menéndez com a gerent. El 2014 va tenir 515.000 euros de beneficis, amb una facturació de 13 milions d'euros i un ebitda de 2,5 milions.
Iñaki Pinillos fou nomenat gerent de l'empresa el març del 2016. Uns mesos després aquesta va participar en el Pla director 2016 perquè tots els municipis tinguessin banda ampla el 2021. Preveia aconseguir-ho amb una inversió de 12,5 milions, 5 aportats pel Govern foral i la resta pels operadors.
El març del 2017 va anunciar doblar la inversió en la banda ampla, incrementant la inversió inicial prevista fins als 3 milions d'euros. El mateix 2017 va tenir un compte de resultats d'uns ingressos de 14,7 milions d'euros, unes despeses de 12,8 milions, un ebitda d'1,9 milions, i un resultat d'esprés d'amortitzacions de 374.000 euros.
A través d'un conveni amb l'empresa Animsa signat el 2018 es preveia millorar els serveis TIC en les 162 entitats locals navarres que formaven part en aquell moment de la societat mercantil Animsa. A finals del 2018 es va anunciar que Nasertic formaria part d'un nou pol d'innovació digital al campus Arrosadía, on es preveien construir edificis en un complex de 30.000 metres quadrats. Juntament amb Nasertic formaven part d'aquest pol el mateix govern navarrès, la indústria de Nafarroa, les universitats, Naitec, Aditech, el Sinai, Navarra's Got Talent, Cein, Sodena i Tracasa.